# Sobiesiernie (województwo wielkopolskie)
Sobiesiernie – wieś w Polsce położona w województwie wielkopolskim, w powiecie wrzesińskim, w gminie Września.
W latach 1975–1998 miejscowość położona była w województwie poznańskim.
We wsi znajduje się poniemiecki, zaniedbamy cmentarz ewangelicki.